# موندلانژ
موندلانژ (به فرانسوی: Mondelange) یک کمون در فرانسه است که در Canton of Fameck واقع شده‌است.

## خصوصیات
موندلانژ ۴٫۱ کیلومترمربع مساحت و ۵٬۶۱۰ نفر جمعیت دارد و ۲۱۲ متر بالاتر از سطح دریا واقع شده‌است.